# آذری (نشریه)
نشریه آذری فصلنامه‌ای فرهنگی، اجتماعی، ادبی و هنری که در سال ۱۳۸۲ توسط پژوهشگر زبان ترکی آذربایجانی، بهزاد بهزادی و  نویسنده ، روزنامه نگار، شاعر و مترجم حسن ریاضی در تهران به زبان‌های ترکی آذربایجانی و فارسی گشایش یافته‌است.
صاحب امتیاز و مدیر مسوُل: حسین ریاضی
سردبیر: حسن ریاضی (ایلدیریم)
مدیر داخلی : غنی اسماعیلی
مدیر اجرایی: ناصر اسداللهی
امور هنری: لاچین اسماعیلی
مدیر روابط عمومی و امور بین الملل: یاشار ریاضی
صندوق پستی: تهران. صندوق پستی شماره: ۴۴۹۹–۱۴۱۵۵